# Бенский, Вениамин Григорьевич
Борис Бенский (настоящее имя Вениамин Григорьевич Пешкес, 1891—1952) — советский артист и режиссёр оперетты, театральный деятель, ведущий актёр Ростовского театра музыкальной комедии, Заслуженный артист РСФСР (4 ноября 1942).

## Биография
Родился 12 февраля 1891 года в Ростове-на-Дону в бедной многодетной семье. Родители — Гершко (Герш) Мордкович Пешкес и Хая-Сарра Исааковна Пешкес были расстреляны в августе 1942 года во время немецкой оккупации Ростова в Великую Отечественную войну.
Рано был вынужден самостоятельно зарабатывать на жизнь, одновременно работал статистом в театре и выступал в  любительских  спектаклях. На профессиональной  сцене — с 1910 года. Играл во многих провинциальных театрах, а также в Нахичеванском театре.
После Октябрьской революции работал в театрах музыкальной комедии Киева, Ленинграда, Одессы, Баку, Саратова, Воронежа, Сталинграда. В 1932 году возвратился в родной город, где до конца жизни работал в Ростовском театре музыкальной комедии актером и режиссёром.
Среди его работ в Ростовском театре:
- капитан Зупан («Цыганский барон» И. Штрауса),
- князь Боргизэ («Терезина» И. Штрауса),
- бухгалтер Ельцов («На нашем берегу» М. Блантера),
- Акакий Плющихин («Табачный капитан» В. Щербачева).

В годы Великой Отечественной войны В. Г. Бенский стал художественным руководителем театра и под его руководством коллектив провёл множество спектаклей и концертов в частях Красной армии и госпиталях.
Умер в апреле 1952 года в Ростове-на-Дону, похоронен на городском Братском кладбище.
В июле 2016 года на доме, где жил артист, установлена памятная доска.
Жена — актриса Ростовского театра музыкальной комедии Дина Черновская (1893—1954).